# 보안 (아일랜드 신화)

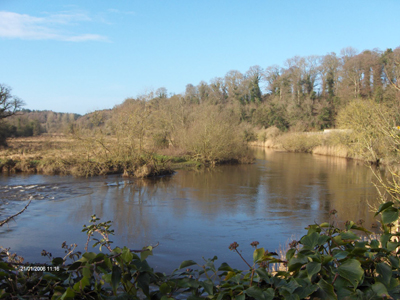
보인강

보안(Boann 또는 Boand)은 아일랜드 신화에 등장하는 보인강의 여신이다. 보인강은 아일랜드의 렌스터에 있다. 《에린 침략의 서》에 따르면, 보안은 투어허 데 다넌의 엘라하의 아들 델베흐의 딸이었다. 보안의 남편은 네크탄 또는 엘크와르 혹은 누아다라고 하지만 다그다와 관계하여 앙구스를 낳았다. 자신의 부정을 감추기 위해 다그다는 태양이 한 자리에 9달 동안 멈춰 있도록 마법을 걸었고, 앙구스는 수태된 지 하루만에 태어난 것이 되었다.
또한 metrical Dindshenchas에는 보안이 보인강을 만든 이야기가 나온다. 남편이 금지했음에도 불구하고, 보안은 지혜의 우물에 접근했다. 이때 우물 주위에 우거진 개암나무에서 개암 열매가 우물로 떨어져 거기 살고 있던 연어가 그것을 삼켰다(아일랜드 신화에서 개암 열매와 연어는 지혜의 상징이다). 보안은 우물 주위를 시계 반대 방향으로 돌면서 우물의 힘에 도전했는데, 이 때문에 우물물이 폭발적으로 끓어오르더니 우물 밖으로 쏟아져 나와 바다를 향해 흘러갔다. 이 물길이 지금의 보인강이 되었다는 것이다. 이 재앙의 와중에 보안은 홍수에 휩쓸려 팔을 잃고, 그 다음에 다리와 눈을 잃고는 최후에 목숨까지 잃고 말았다. 시인은 세번강, 티베르강, 요르단강 등 다른 나라의 유명한 강들과 보인강을 동등하게 취급하고 있다.
현대의 주석가들과 네오페이건들은 보안을 브리이드와 동일시하거나 브리이드의 어머니로 취급하기도 한다. 그러나 켈트 신화 상에 그런 설을 입증할 증거는 존재하지 않는다.